# Viktoria Pinther
 (juin 2024).
Si vous disposez d'ouvrages ou d'articles de référence ou si vous connaissez des sites web de qualité traitant du thème abordé ici, merci de compléter l'article en donnant les références utiles à sa vérifiabilité et en les liant à la section « Notes et références ».
Viktoria Pinther, née le 16 octobre 1998 à Vienne en Autriche, est une footballeuse internationale autrichienne jouant au poste d'attaquante au Dijon FCO.

## Biographie

### En club
Viktoria Pinther commence le football avec une équipe de quartier à Vienne, le FC Austria 11 Rapid Oberlaa. En 2013, elle rejoint le haut niveau en signant au SKV Altenmarkt, club de première division autrichienne et elle y joue deux saisons, ainsi que quelques matchs avec l'équipe réserve.
Elle joue ensuite trois saisons au SKN Sankt Pölten, qui s'appelait FSK St. Pölten-Spratzern lors de sa première saison au club, avec également quelques matchs en équipe réserve. Elle y gagne trois doublés coupe-championnat, éditions 2015-2016, 2016-2017 et 2017-2018.
Lors du mercato estival 2018, Viktoria Pinther part en Allemagne pour s'engager au SC Sand, club de première division féminine. Elle y reste deux ans et signe ensuite au Bayer Leverkusen, en restant en première division. Elle retourne ensuite en Autriche et joue la saison 2021-2022 au SPG Altach/FFC Vorderland, puis part en Suisse pour s'engager au FC Zurich.
Elle s'engage avec le DFCO en 2024. Elle s'impose rapidement dans le club bourguignon et inscrit six buts lors de la première partie de la saison.

### En sélection
Viktoria Pinther est dans un premier temps sélectionnée avec les moins de 17 ans de l'équipe d'Autriche de 2013 à 2015, puis elle est sélectionnée avec les moins de 19 ans autrichiennes de 2014 à 2016, et elle honore sa première sélection en équipe d'Autriche lors de l'Euro 2017. Dans cette compétition, elle ne joue que quelques minutes lors de plusieurs matchs.
En revanche, elle ne fait pas partie des 23 joueuses participant à l'Euro 2022, où l'Autriche termine en quarts de finale.

## Palmarès

### En club
- FSK Sankt Pölten-Spratzern
  - Vainqueure de la coupe d'Autriche en 2016
  - Vainqueure du championnat d'Autriche en 2016

- SKN Sankt Pölten
  - Vainqueure de la coupe d'Autriche en 2017 et 2018
  - Vainqueure du championnat d'Autriche en 2017 et 2018